# Superquadra Morumbi
A Super Quadra Morumbi é um bairro da zona oeste da cidade de São Paulo, Brasil. Forma parte do distrito da cidade conhecido como Vila Sônia. Administrada pela Subprefeitura do Butantã. .
O bairro tem 20 logradouros, segundo os Correios do Brasil. 
A área fica ao lado da Rodovia Régis Bittencourt e do Cemitério da Paz, o primeiro a seguir o padrão de cemitério-jardim no Brasil. Foi inaugurado em 1965. . 
No local está a Associação de Moradores e Amigos do Super Quadra Morumbi, um clube de trocas , e um local onde a prefeitura doa plantas. 